# Musée de la mine Marcel-Maulini
Le musée de la mine Marcel-Maulini (abrégé M4), est un musée français situé au centre de la ville de Ronchamp en France centré sur l'histoire de ce bassin houiller de la Haute-Saône. Il permet à travers toute une collection d'objets de rappeler le travail des mineurs grâce à une importante collection de photographies et de documents permet d'appréhender la vie de l'époque.
Le musée est créé en 1976 par le docteur Marcel Maulini. Il est acquis en 1991 par la municipalité et intègre le réseau Engrenages (anciennement MTCC) l'année suivante.
Un projet d'agrandissement du musée et de modernisation de la muséographie est en cours.

## Localisation
Le musée est localisé 33, place de la Mairie à Ronchamp, au bord de la RD 619, dans le département de la Haute-Saône et la région française de Bourgogne-Franche-Comté.

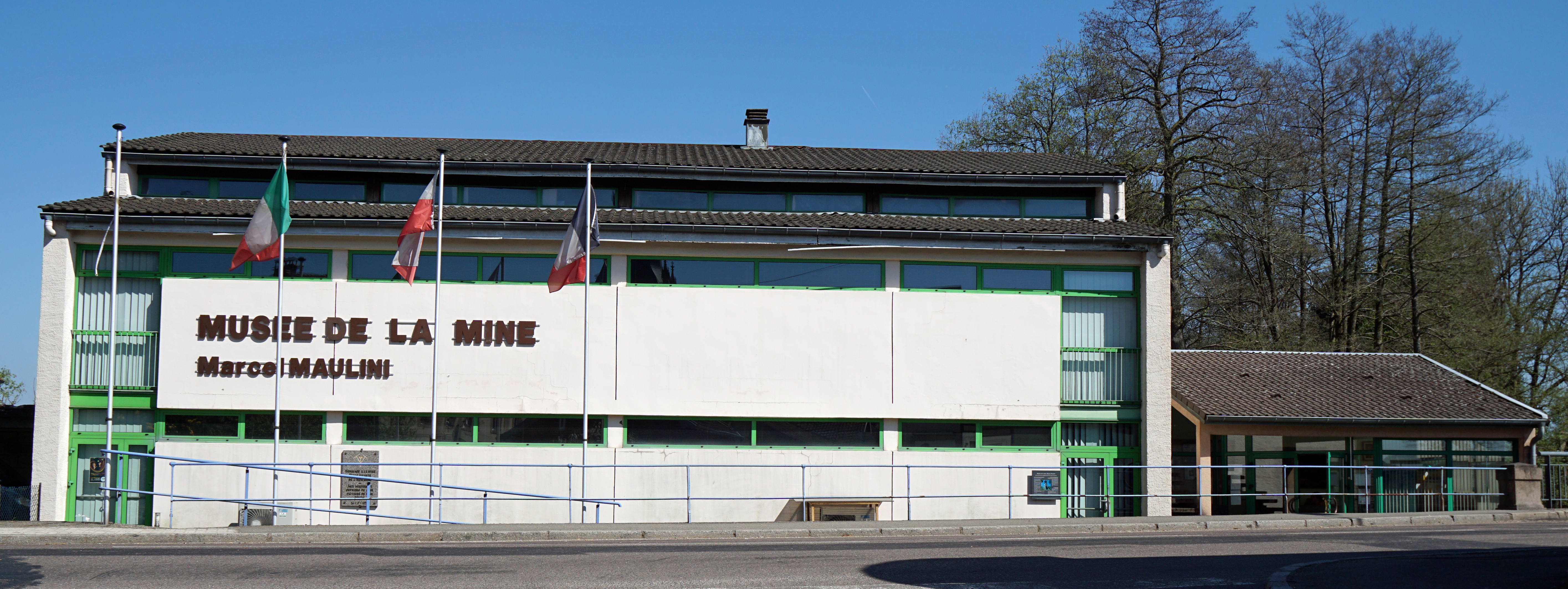
Façade ouest.
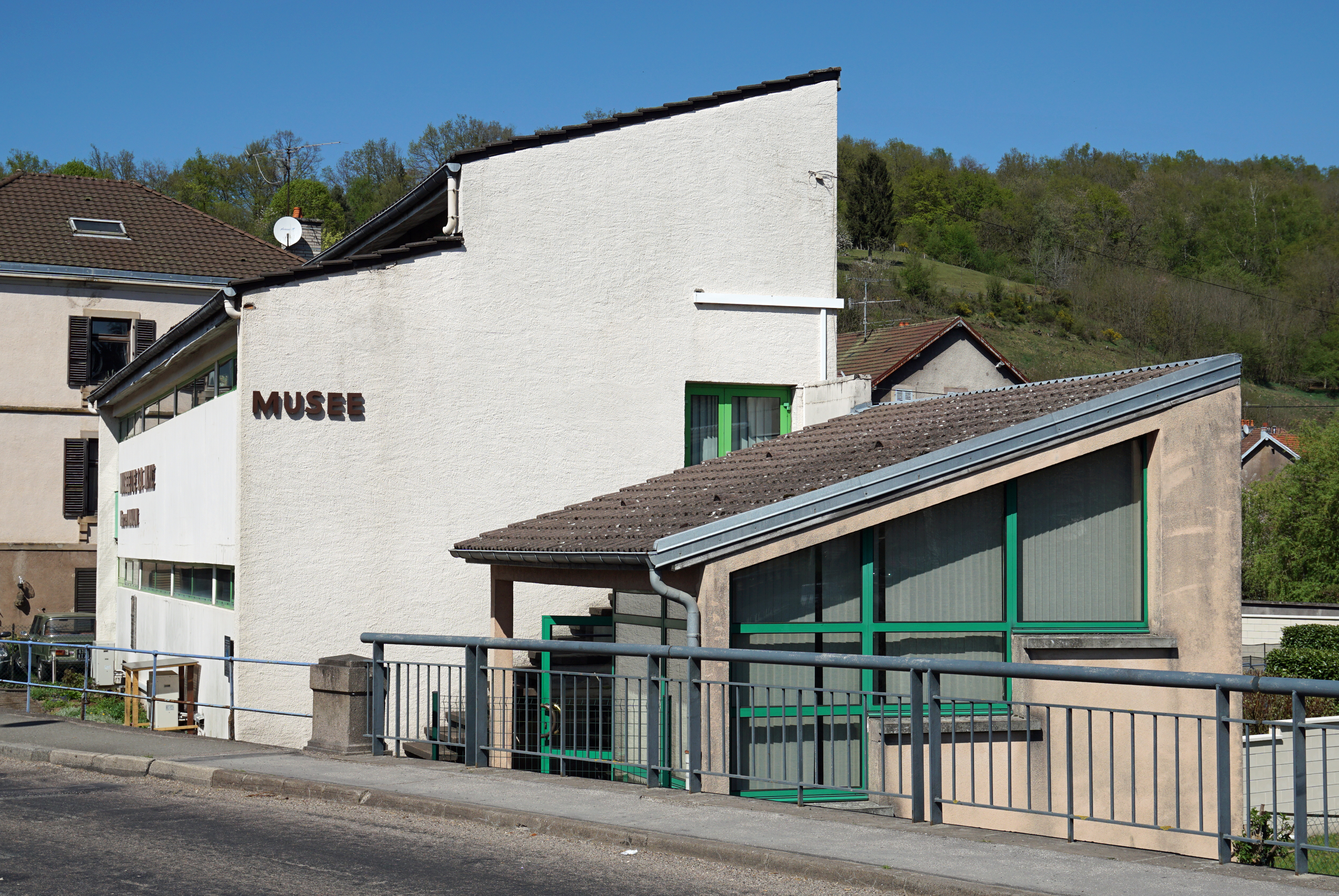
Façade sud.

## Organisation du bâtiment
Le musée est pourvu d'une riche collection d'objets, de photographies et de documents d'époque,. Le bâtiment du musée de la mine est organisé sur trois niveaux,:
- Au rez-de-chaussée :
  - l'accueil et la boutique ;
  - des outils ;
  - une collection de lampes de mineur ;
  - des objets du quotidien des mineurs ;
  - des photographies et plans d'époques.

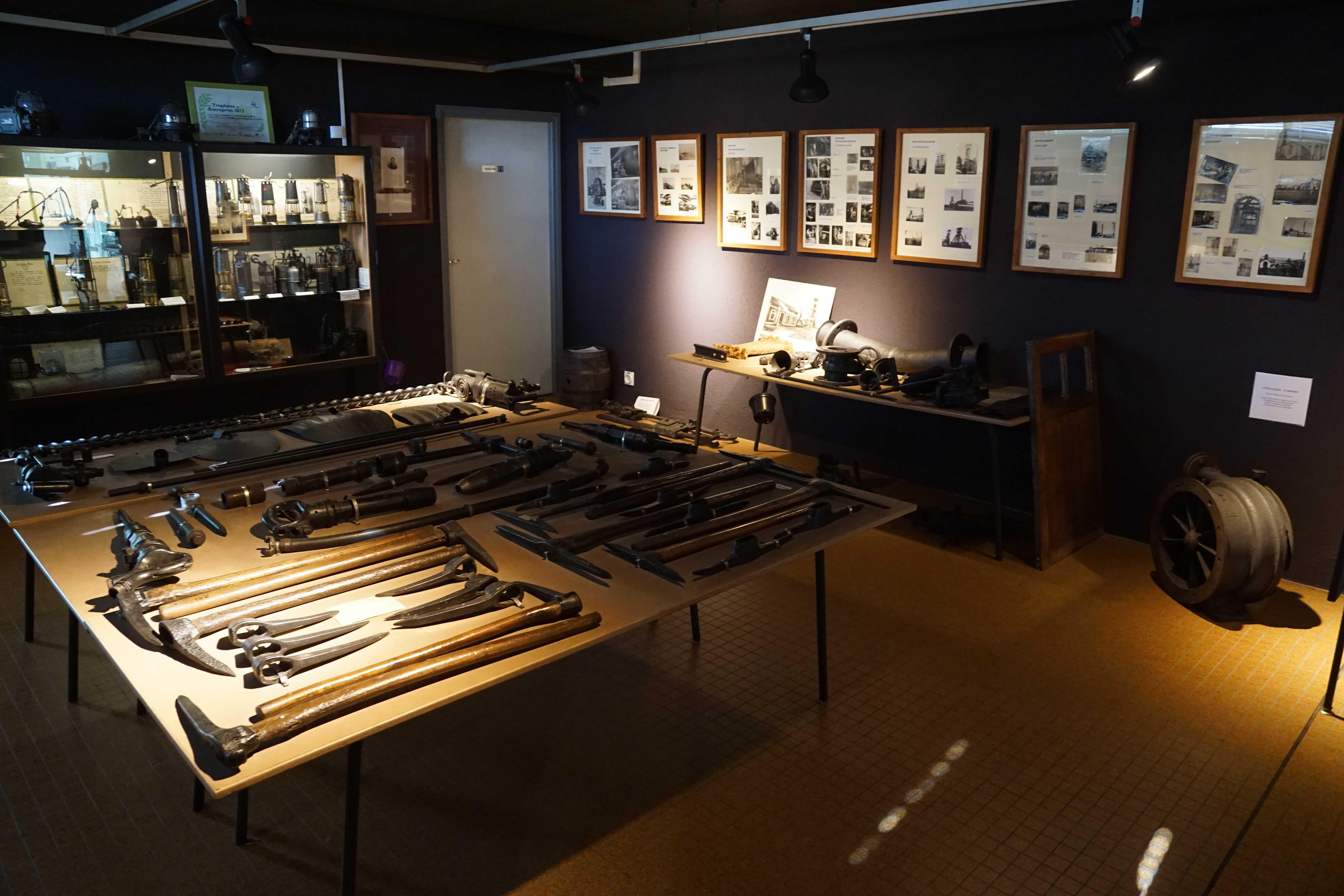
La salle du rez-de-chaussée.
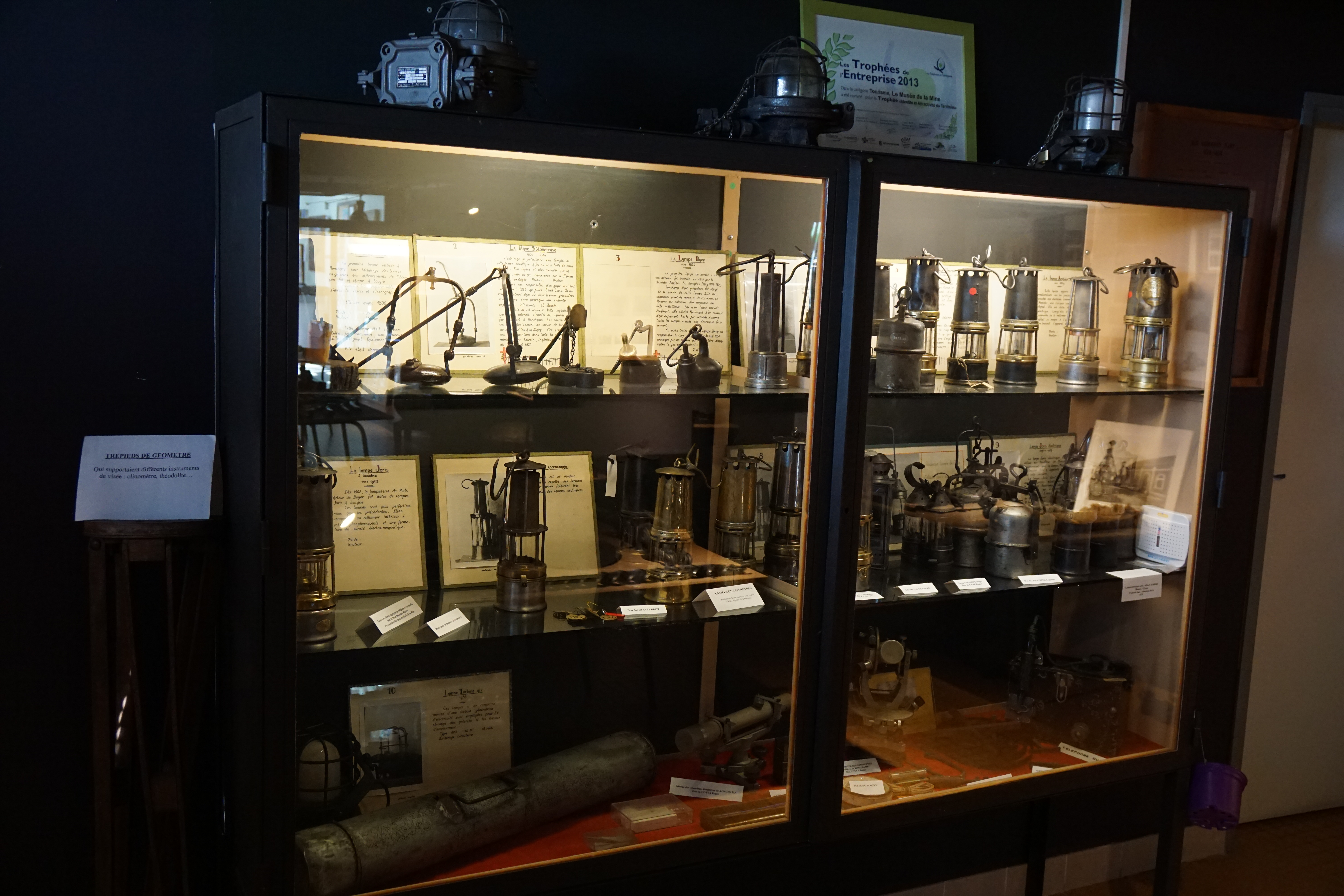
La collection de lampes.
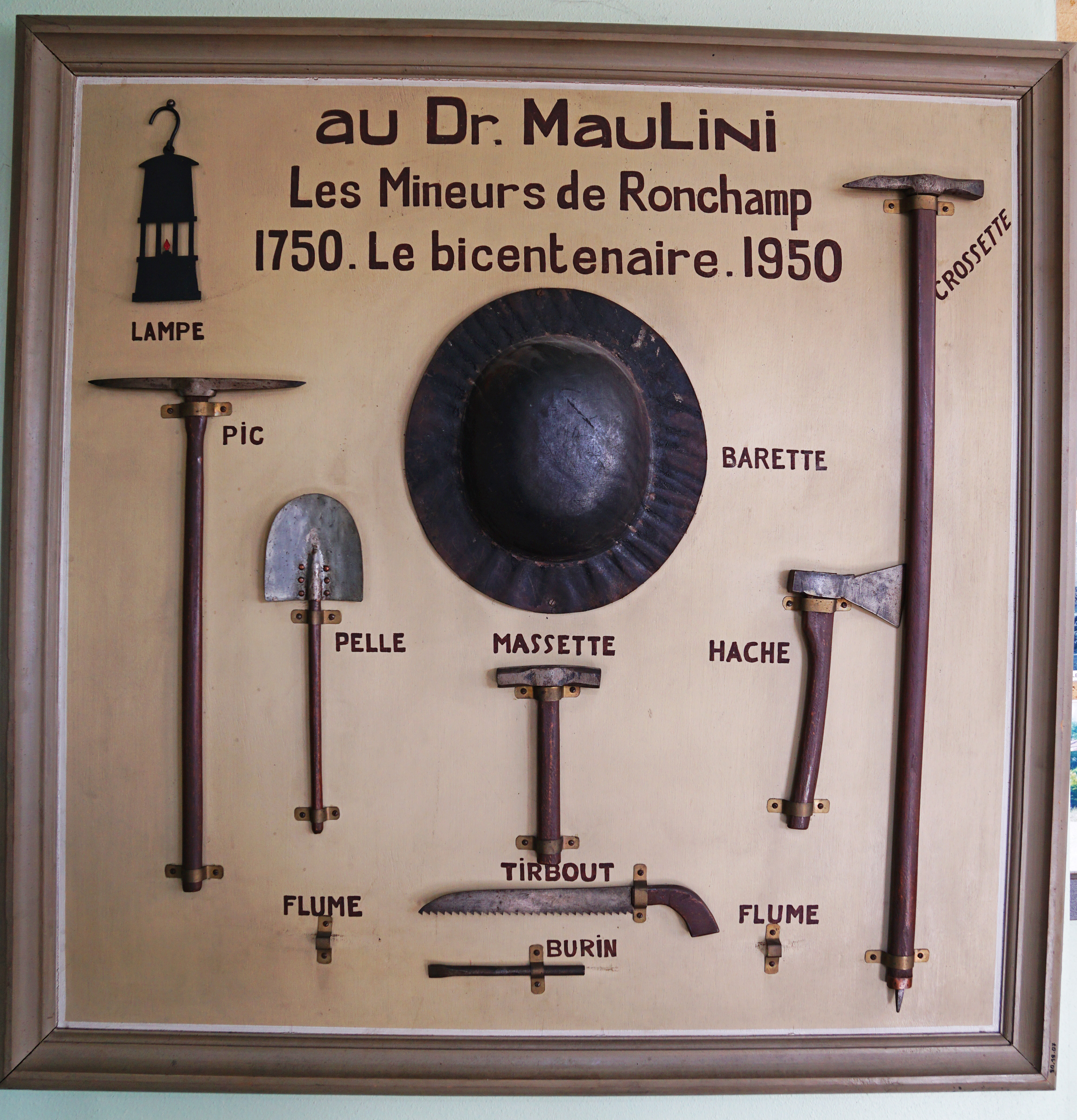
Outillage.
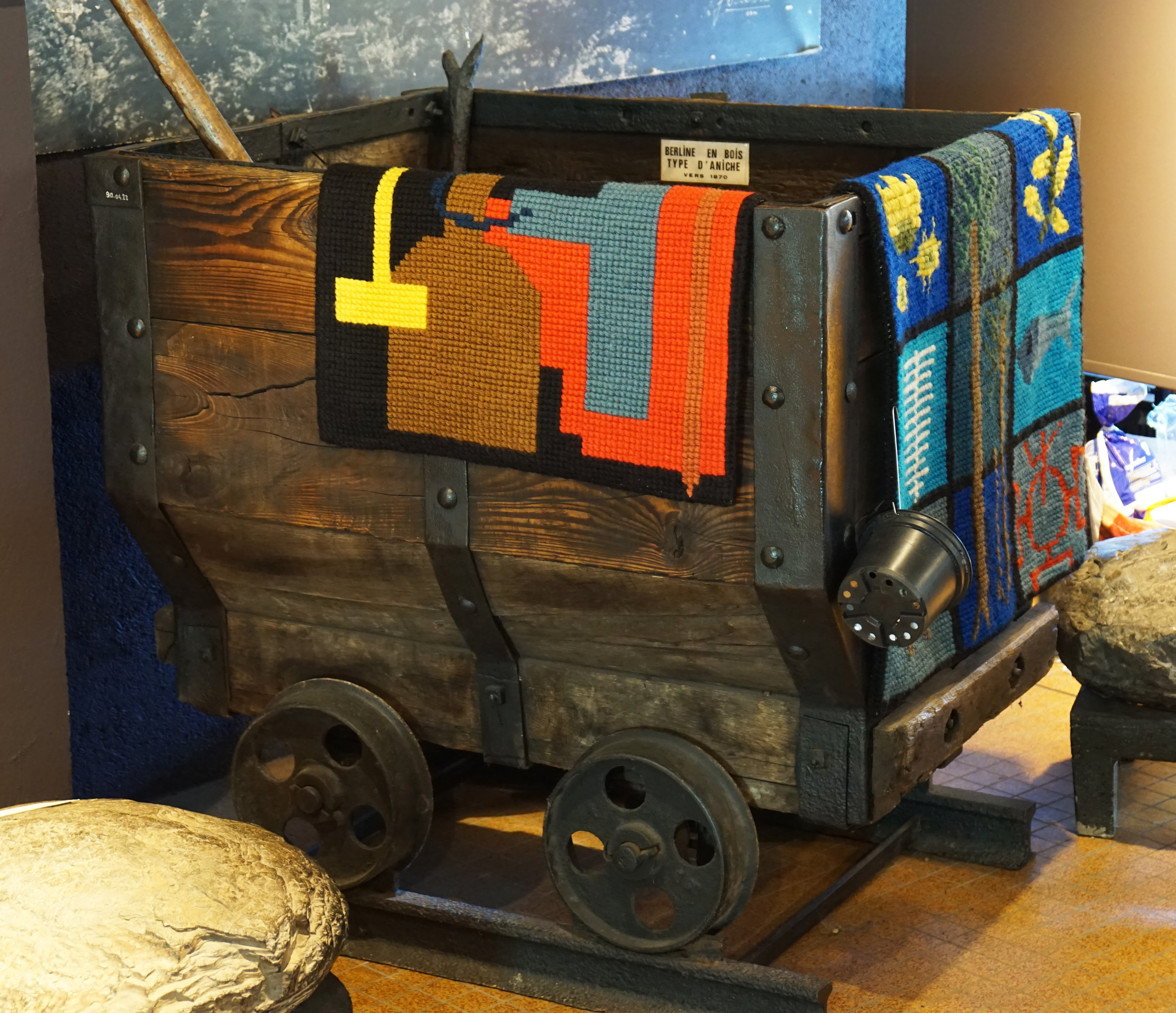
Berline en bois.
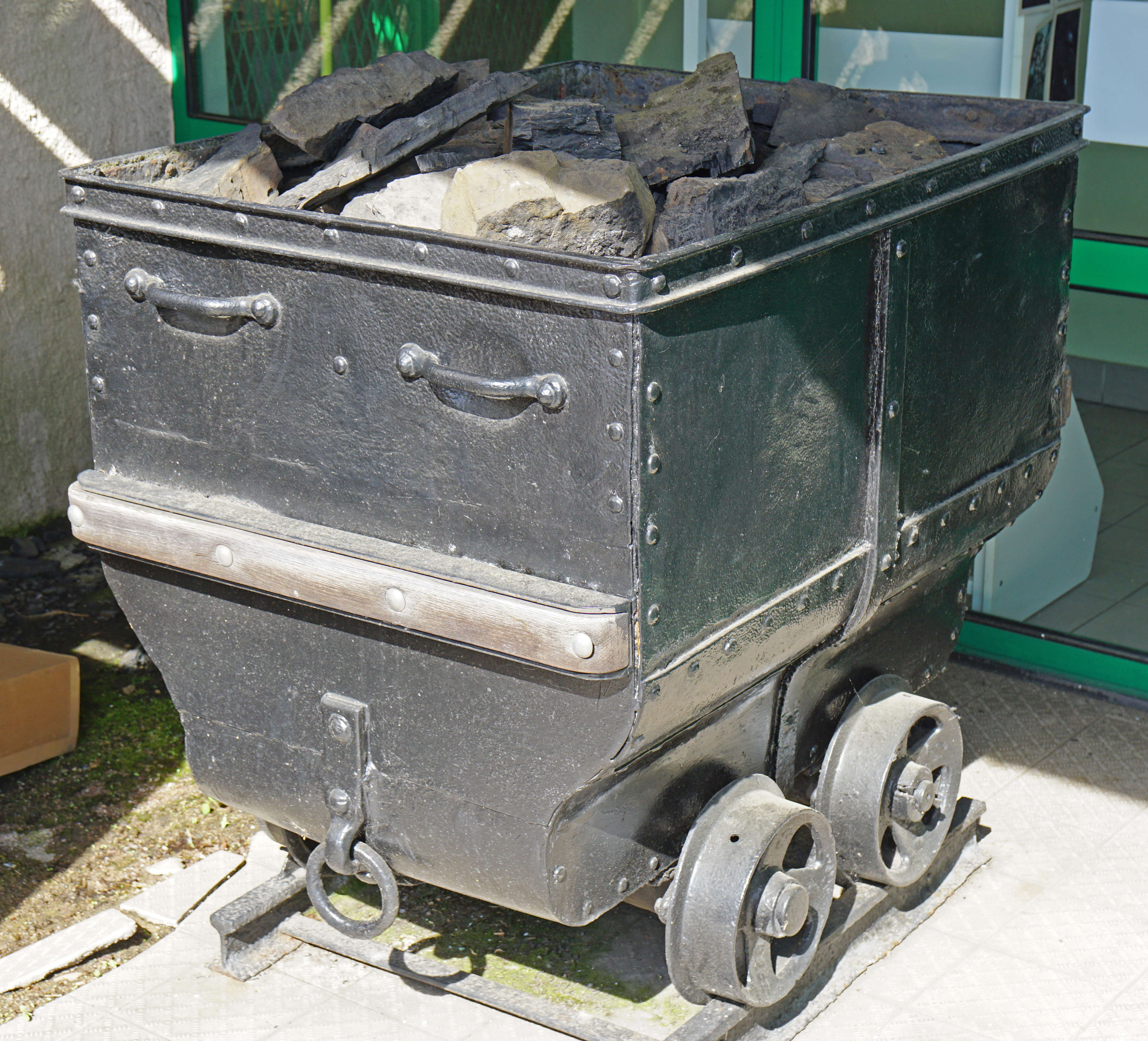
Berline métallique.

- Au premier étage :
  - des œuvres artistiques ;
  - divers documents relatifs à la silicose dont les recherches réalisées par le docteur Maulini sont reconnues[6] ;
  - divers objets évoquant l'immigration polonaise.

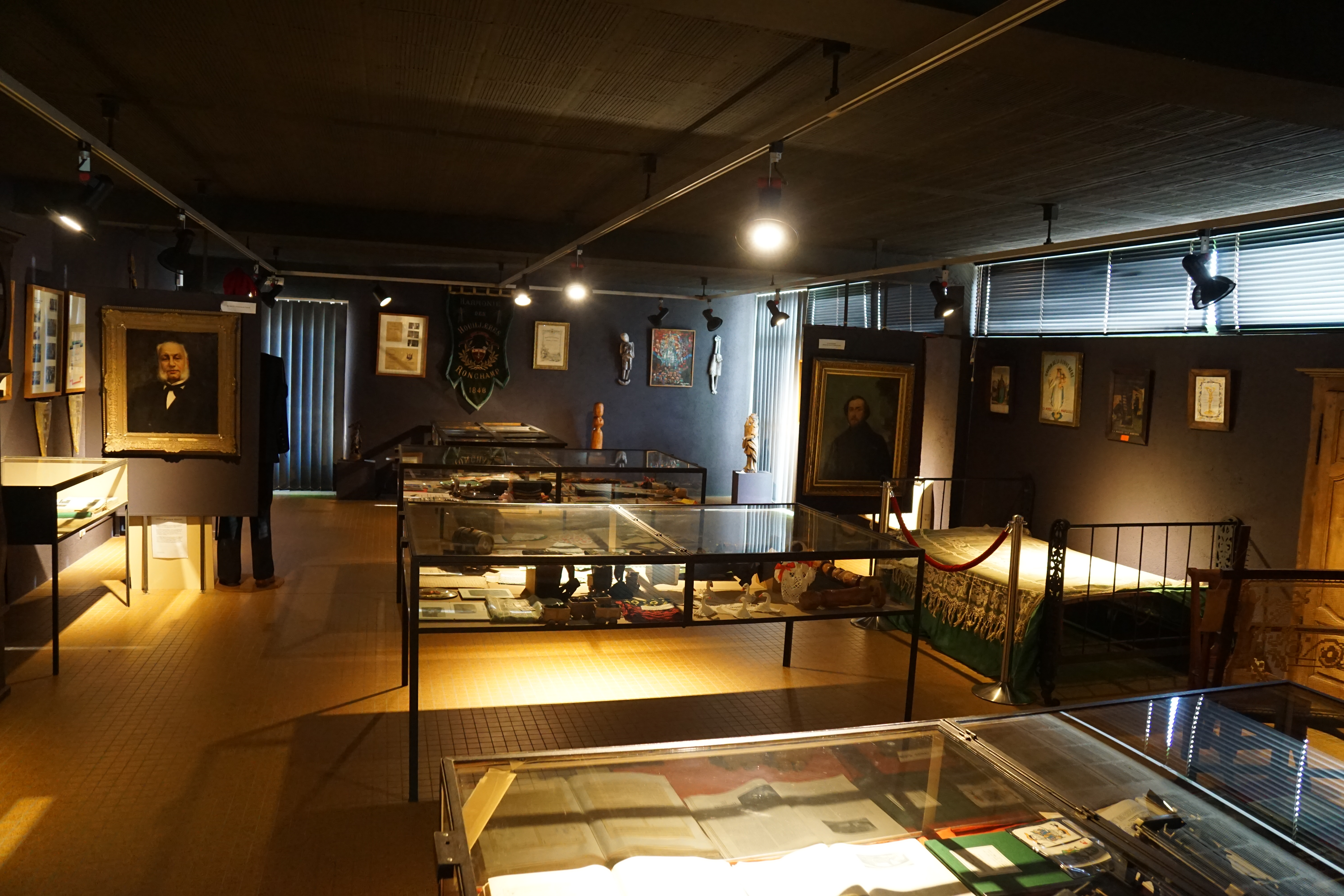
La salle du premier étage.
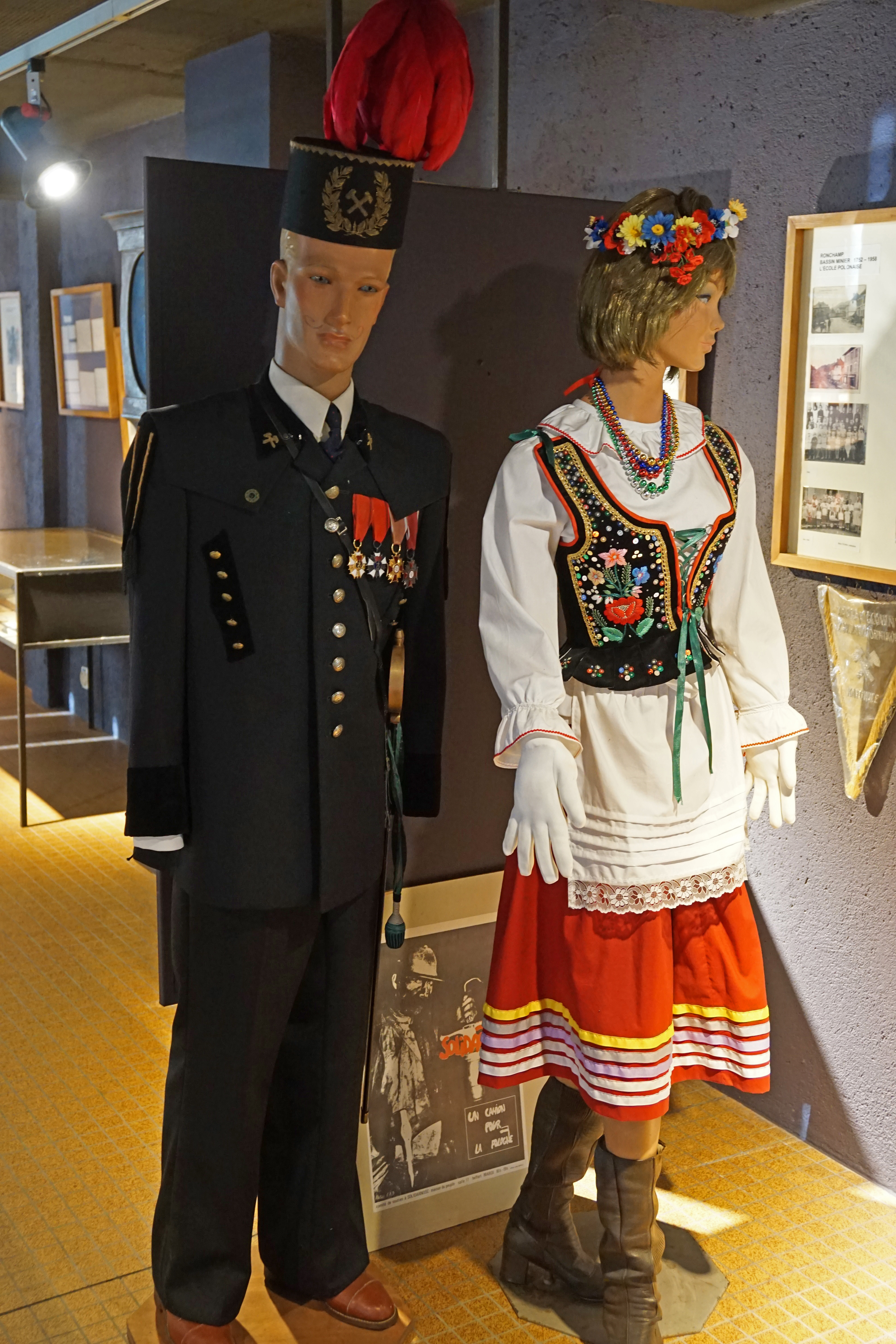
Tenues polonaises.

- Le deuxième étage, fermé au public, accueille une partie des archives.

## Histoire

### Exploitation minière

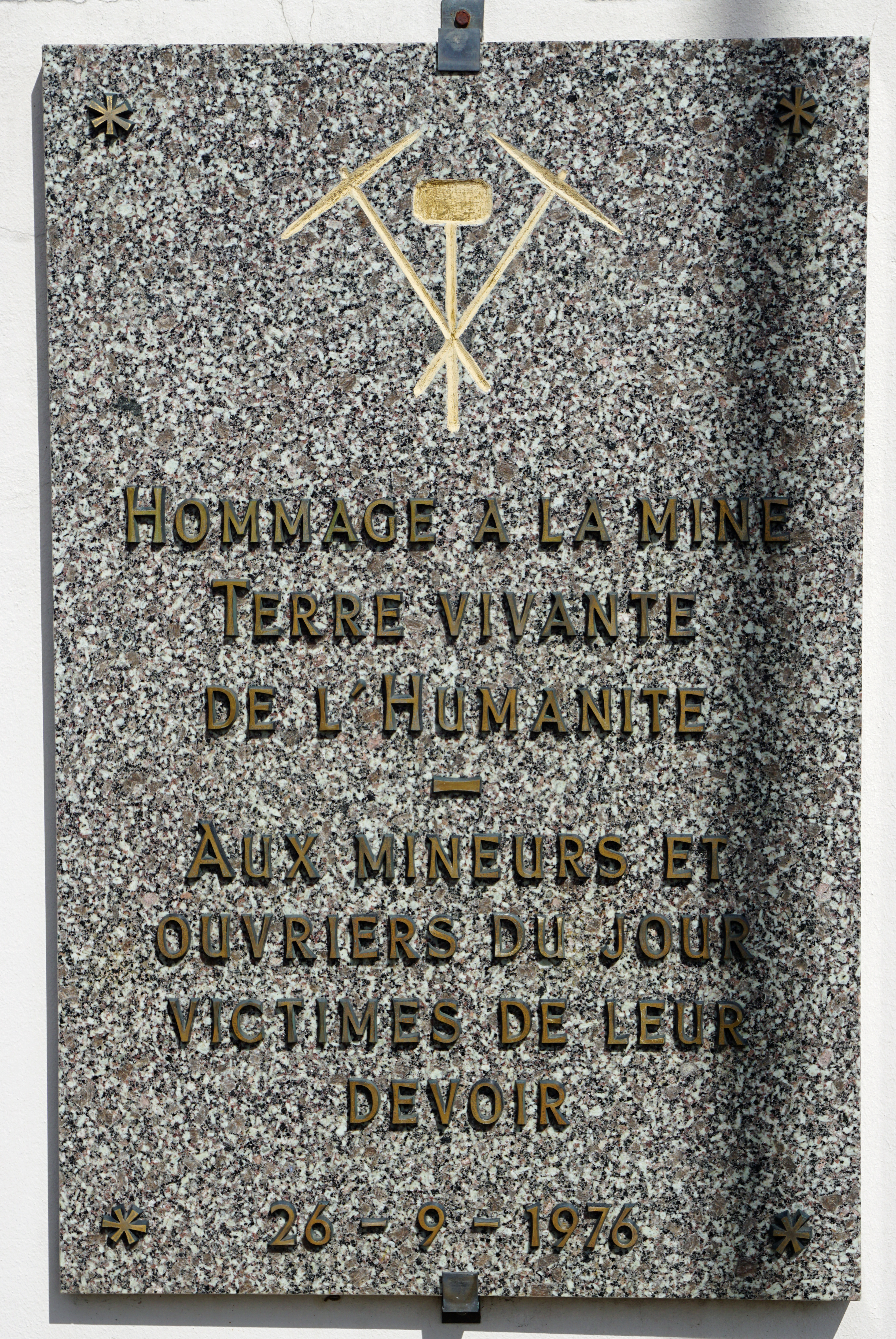
Plaque commémorative dévoilée à l'inauguration.

Le bassin minier de Ronchamp et Champagney est exploité par différentes compagnies minières entre le milieu du XVIIIe siècle et 1946. Lors de la nationalisation des charbonnages de France, le gisement et la centrale thermique sont confiés à Électricité de France. L'exploitation cesse définitivement en 1958. Elles ont profondément marquées le paysage avec ses terrils, cités minières et puits de mine, mais aussi l'économie et la population locale (immigration polonaise et traditions minières notamment).

### Musée
Musée privé
Dans un les années 1960, le docteur Marcel Maulini (1913-1983), membre du conseil municipal de Ronchamp depuis 1953 et médecin des houillères de 1946 à 1958, qui a sauvegardé de nombreux objets et documents de la destruction prévoyait d'installer un musée dans le chevalement du puits Sainte-Marie en 1972 avec la création d'un « comité pour l'achat et l'aménagement du Puits Sainte-Marie ». Mais le projet ne voit pas le jour et il achète un terrain pour construire le musée avec ses propres moyens sur les plans de l'architecte Paul Combert. Avant cette construction, l'exposition itinérante était accessible dans les salles des fêtes des communes du bassin minier qui la recevait chacune leur tour,,,.
Finalement, le musée est inauguré le 26 septembre 1976 par le docteur en personne, sous l’appellation « Maison de la mine »,. Le 17 octobre suivant est créée l'Amicale des houillères de Ronchamp,.
Musée municipal
En 1991, le musée est acquis par la municipalité et l'année suivante, il intègre le réseau Engrenages, alors nommé musées des techniques et cultures comtoises (MTCC), un nouvel accueil est construit sur le côté sud du bâtiment. L'association des amis du musée de la mine (AMM) est créée en 1994 pour protéger les vestiges miniers et réaliser des recherches historiques sur le passé minier,. En décembre 2009, les clauses de l’acte de donation de la collection sont levées par un acte notarié, ce qui autorise sa modification. En 2012, le musée franchit la barre des 3 000 visiteurs par an.
Projet d'agrandissement et modernisation
En 2013, la municipalité fait l'acquisition des terrains situés derrière le musée pour y construire une extension. Le 16 février 2017, le conseil municipal de Ronchamp décide finalement d’acheter l'ancienne maison de Marcel Maulini, adjacente, avec les terrains qui l'entourent. L'agrandissement va permettre d’augmenter et de moderniser la surface muséographique, notamment avec un espace d'exposition temporaire et un centre d'interprétation. Les travaux, qui doivent se dérouler au début des années 2020, ont pour but d'attirer 10 000 visiteurs par an.
En 2018, la maison du docteur Maulini et le musée de la mine sont reliés au nouveau réseau de chaleur du centre-ville qui est alimenté par une chaufferie « bois énergie ».

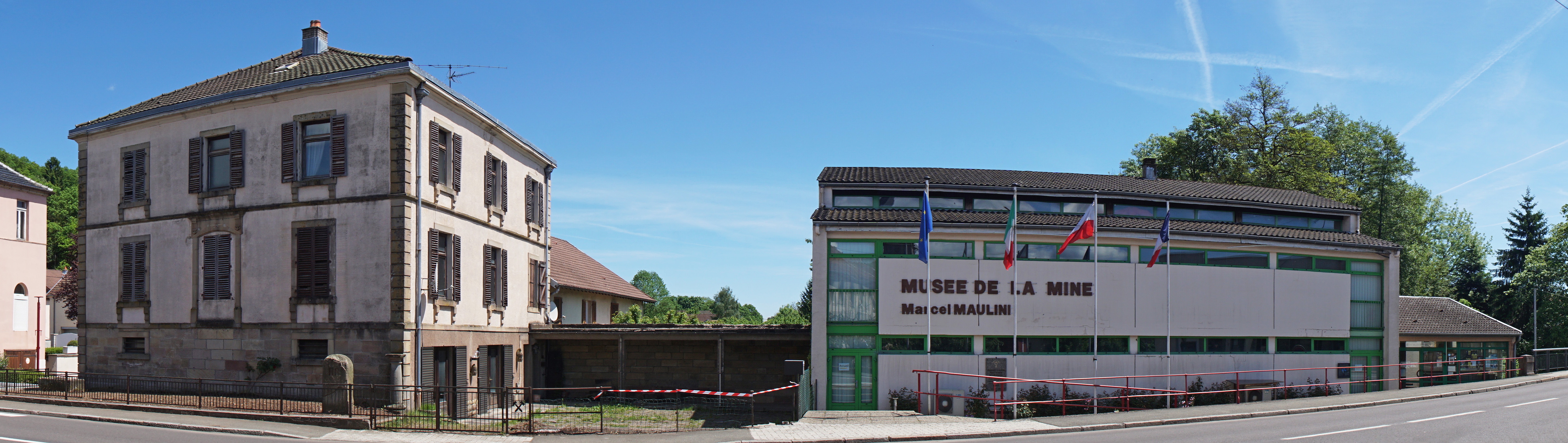
Le musée et la maison du docteur Maulini avant les travaux d'agrandissement.